# Christianisme à Vesoul
Pour un article plus général, voir histoire du christianisme en France.

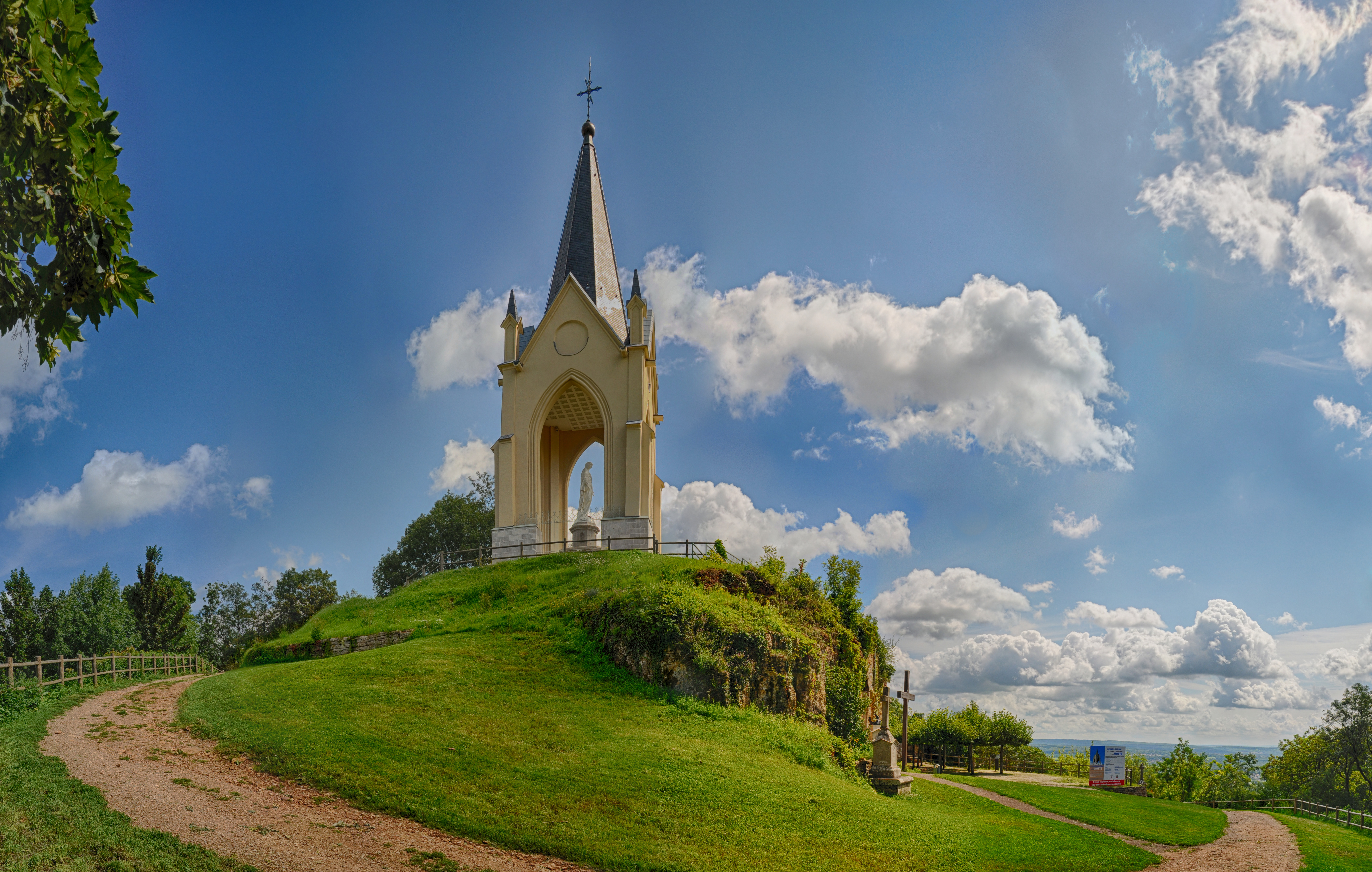
La chapelle Notre-Dame-de-la-Motte

Le christianisme à Vesoul apparait au cours du XIe siècle avec l'implantation des deux premières institutions religieuses de l'histoire de la cité : une première église dédiée à saint Georges et le prieuré du Marteroy consacré à saint-Nicolas. Pendant longtemps, le catholicisme demeura le seul courant du christianisme au sein de la ville jusqu'à l'émergence progressive du protestantisme à Vesoul à partir du XVIe siècle. Dès le XVIIe siècle, afin de limiter l'expansion du protestantisme, plusieurs communautés religieuses catholiques s'installent dans la ville et y élaborèrent leurs cultes. Au fil des siècles, de multiples lieux de culte chrétiens sortent de terre au point que la ville deviendra par ailleurs siège d'un diocèse, à la fin du XVIIIe siècle. Au cours des derniers siècles, de nouvelles branches du christianisme ont vu le jour à Vesoul.
Aujourd'hui, la ville est siège d'un doyenné composé de sept paroisses. La paroisse de Vesoul est principalement représentée par l'église Saint-Georges, église paroissiale de la ville, ainsi que par la chapelle Notre-Dame-de-la-Motte, symbole local du christianisme, construite au sommet de La Motte. Le patrimoine catholique local englobe plusieurs lieux de cultes protégés aux monuments historiques ainsi qu'un nombre important d'objets et de mobiliers liturgiques.

## Histoire

### Moyen Âge
Au XIIe siècle, le premier prévôt de Vesoul, Lambert de Montbozon, est déclaré dans un acte de 1188. Selon la tradition féodale, la profession de prévôt était héréditaire et donnée en possession à son propriétaire. Au siècle suivant, cette famille noble qui fut subvenue au prévot prit le nom de Famille de Vesoul. Le premier lieu où fut pratiqué le culte fut l'église du Marteroy. Ce fut Gislebert Ier de Faucogney, vicomte de Vesoul qui fonde le prieuré du Marteroy, en 1092. Cependant ce fut au XIIIe siècle que cette église reçu des dons des bourgeois et nobles du comté. C'est alors que de multiples échanges de possession se font pour le bien de l'église. L'époque de développement de l'église fut de 1270 à 1286. Une parcelle de vigne fut donnée généreusement, par Jacques Mignottin, en 1270. Une année plus tard, Jacques Dilliez vend à Saint-Nicolas, le prieur de l'église, des redevances de Villeparois. C'est au tour de Maclet de Traves d'enrichir l'église par ses propres moyens, en donnant beaucoup d'objet de culte à l'église en 1273. Dans son testament, le prévôt Hugues de Vesoul choisit sa sépulture de l'église du Prieuré du Marteroy.

### Temps modernes

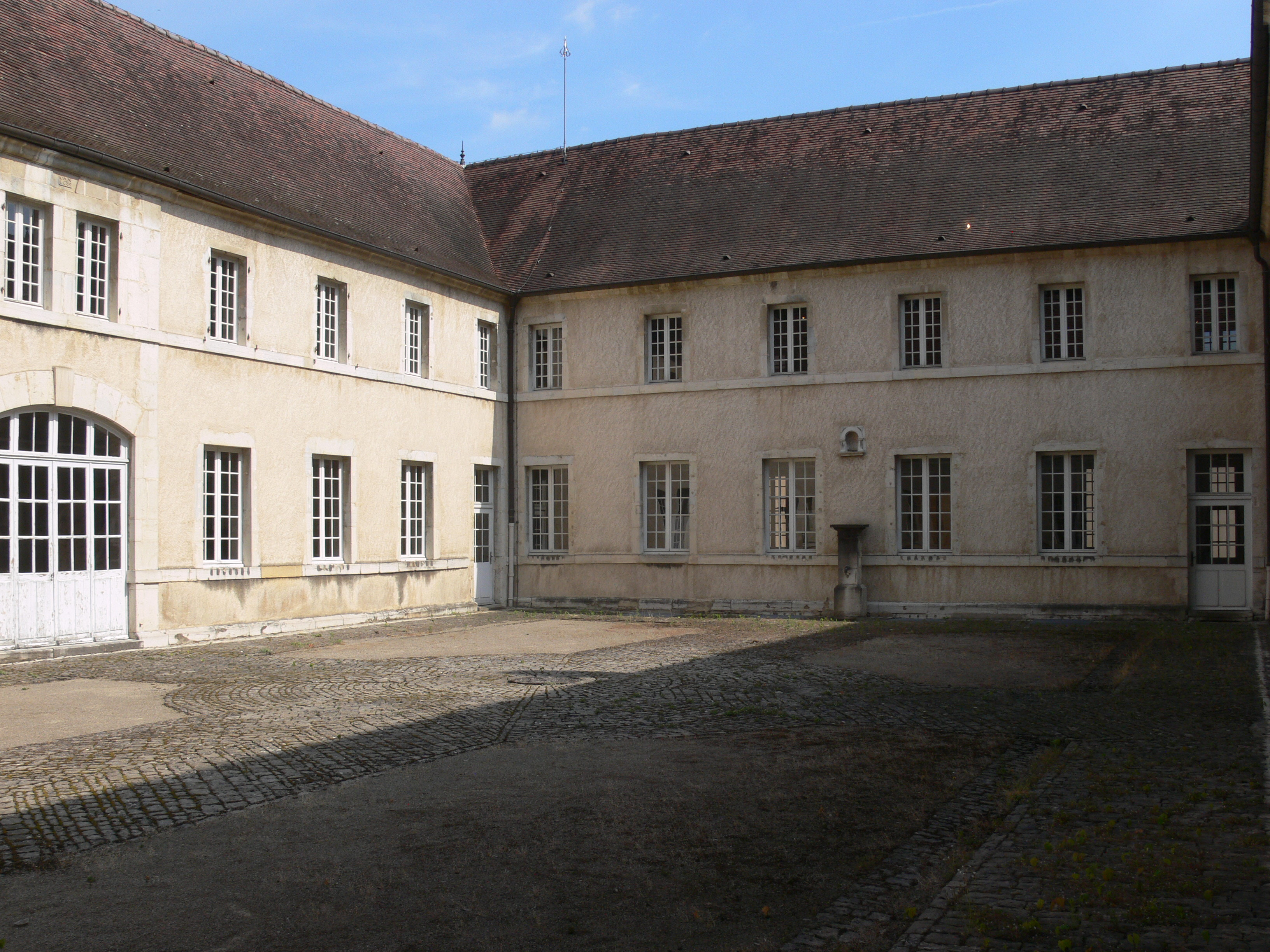
Le couvent des Ursulines de Vesoul établi en 1615

Cette période de l'époque moderne marquera une évolution ecclésiastique à Vesoul. Le début du XVIIe siècle fut un moment de ferveur religieuse particulièrement intense et vit l'édification de quatre couvents importants. En 1602, les Capucins de Vesoul veulent fonder un couvent dans la ville. Le Magistrat accepte leurs propositions le 11 septembre 1604. La construction début officiellement le 30 avril 1605, en présence du curé de Vesoul, Renobert Demesmay. L'élévation de l'église fut réalisé par le suffragant de Besançon, Guillaume Simonin, le 7 juillet 1611. La fondation du couvent débute avec les aides de deux célèbres bourgeois de la ville, Claude Besancenot et Melchior Mercier. L'édifice et le séminaire sont alors bâtis à l'Est de la ville, sur un monticule à l'emplacement d'un lieu de vigne (sur l'emplacement de l'ancien hôpital Paul-Morel de Vesoul). À l'autre bout de la ville, les Jésuites fondent le collège des Jésuites (actuel collège Gérôme).
En 1603, le Magistrat de Vesoul écrit au provincial de Pont-à-Mousson pour proposer la fondation d'un collège comprenant quatre classes. Le 23 septembre 1610, le collège ouvre. Les nombreux bourgeois de Vesoul désiraient depuis longtemps cet institut jésuite, pour y mettre leurs enfants. Au début du XVIIe siècle, il y a donc deux écoles religieuses qui ouvrent à Vesoul. D'une part de la ville, à l'est, le couvent des Capucins, et d'autre part, à l'ouest, le collège des Jésuites. Une troisième école religieuse apparaîtra durant ce siècle à Vesoul, le couvent des Annonciades. Le Magistrat y autorise la construction par délibération, le 21 août 1610. Il fut fondé à l'initiative de Françoise Carmentrand, Adrienne Lavey et Catherine Rousselet. Plus tard le couvent devient l'École des Filles. En 1645, Louis XV les aida en les protégeant des gens de guerre. Le 20 novembre 1615, c'est alors qu'un quatrième couvent ouvrit dans la ville, le Couvent des Ursulines de Vesoul. Le couvent est alors fondé par Anne de Xainctonge, durant l'année 1615, et une chapelle s'y édifie le 12 décembre 1632, par Philippe Patornay, et y sera plus tard l'utilisation d'une salle de spectacle. Le couvent fait d'ailleurs l'objet d'une inscription au titre des monuments historiques. Le couvent des ursulines deviendra plus tard l'école des garçons

### Époque contemporaine

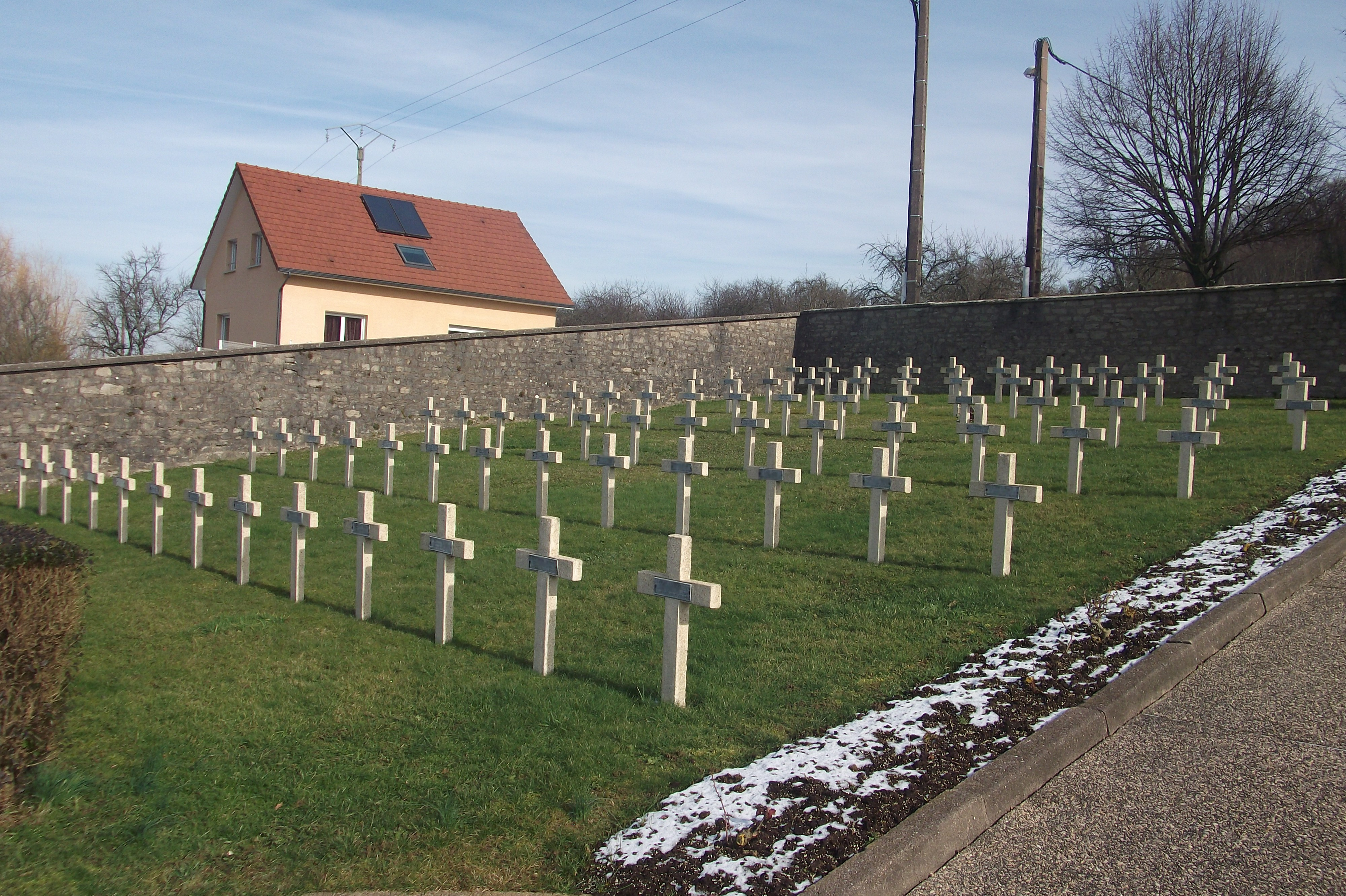
Tombes chrétiennes du cimetière militaire de Navenne

La ville est érigée en diocèse sous la Révolution. Le diocèse est créé en 1791, dans le cadre de la réorganisation territoriale de l'Église liée à la Constitution civile du clergé. Le diocèse a connu un seul évêque, il s'agit de Jean-Baptiste Flavigny, qui était également l'ancien curé de Vesoul. Le Concordat de 1801 a supprimé le diocèse. Il regroupait de multiples paroisses de Haute-Saône.
Les principaux lieux de cultes chrétiens se trouvent dans le centre ancien. Cependant nous trouvons une église située à l'extérieur du centre de la ville, fondée durant l'époque moderne. L'Église du Sacré-Cœur de Vesoul se situe dans le quartier Jean Jaurès-Petit-Banque, le quartier sud de Vesoul. C'est une église dotée d'une architecture très commune, mais remarquable. Elle se situe derrière l'école du Boulevard et apporte beaucoup d'harmonie dans le quartier.
Nous retrouvons dans différents endroits de la ville, d'autres églises, tel au quartier des Rêpes, non loin du quartier du Montmarin. Malgré, la forte population musulmane que possèdent ces deux quartiers, le Presbytère Saint-Joseph a été créé pour assurer la continuité du culte chrétien dans le secteur.
Aujourd'hui, la ville est rattachée à l'archidiocèse de Besançon. Vesoul est le siège de l'unité pastorale de Notre-Dame-de-la-Motte, qui appartient au doyenné des plateaux de Vesoul.

## Organisation de la communauté chrétienne actuelle

### Communauté catholique

#### Paroisses du doyenné
Le plateau de Vesoul est l'ensemble des unités pastorales entourant Vesoul. Le doyenné est composé de 7 unités pastorales :
- Notre Dame de la Motte-Vesoul (22 communes - 33 250 habitants)
- Val de l'Ognon et Linotte (25 communes - 4 346 habitants)
- Pays Riolais (27 communes - 8 406 habitants)
- Noroy le Bourg (18 communes - 4 227 habitants)
- Scey - Val de Saône (28 communes - 9 225 habitants)
- Saulx (15 communes - 3 349 habitants)
- Mailley - Vellefaux (11 communes - 3 095 habitants)

#### Enseignement catholique
La ville compte une école catholique privée : le groupe scolaire privé du Marteroy.

### Communauté protestante
La paroisse protestante de Vesoul fut créé le 18 août 1841 par trois Suisses (Louis Tournier, Henri Ducommun et Adam Perle).

### Témoins de Jéhovah
La communauté des témoins de Jéhovah, disposent d'une salle du Royaume dans le quartier des Rêpes.

## Architecture chrétienne à Vesoul

### Eglises et chapelles

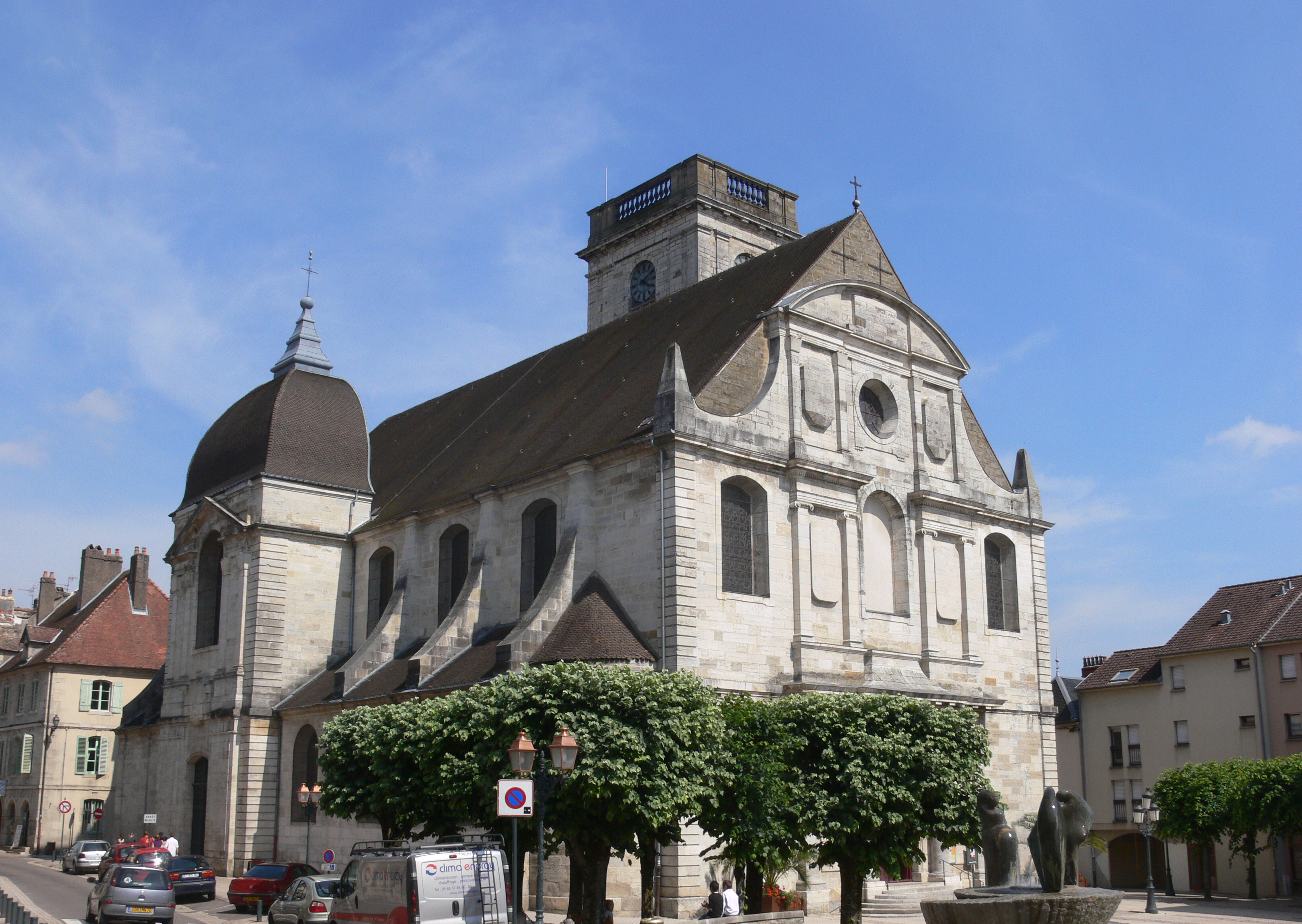
Église Saint-Georges
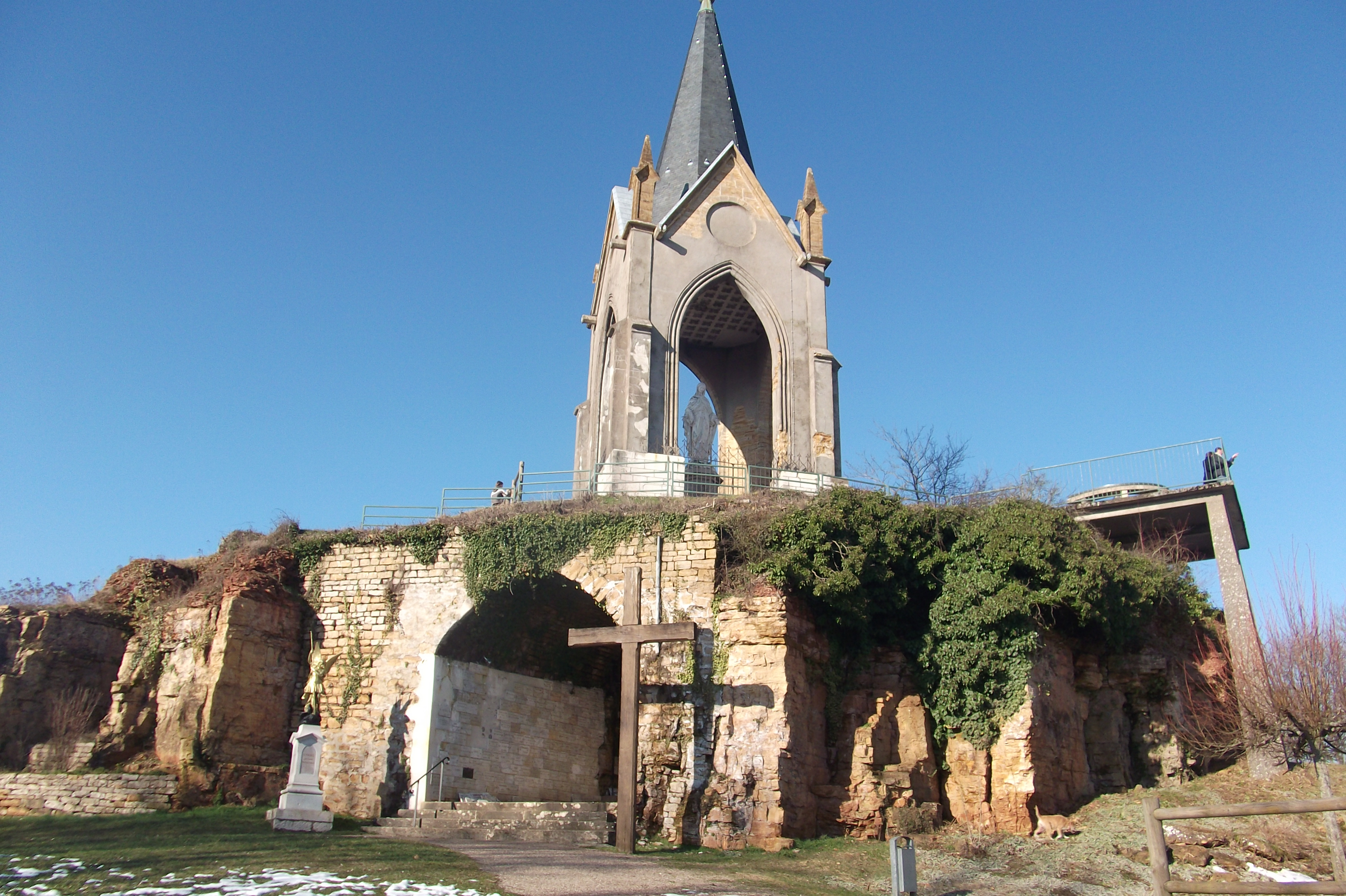
Chapelle Notre-Dame-de-la-Motte
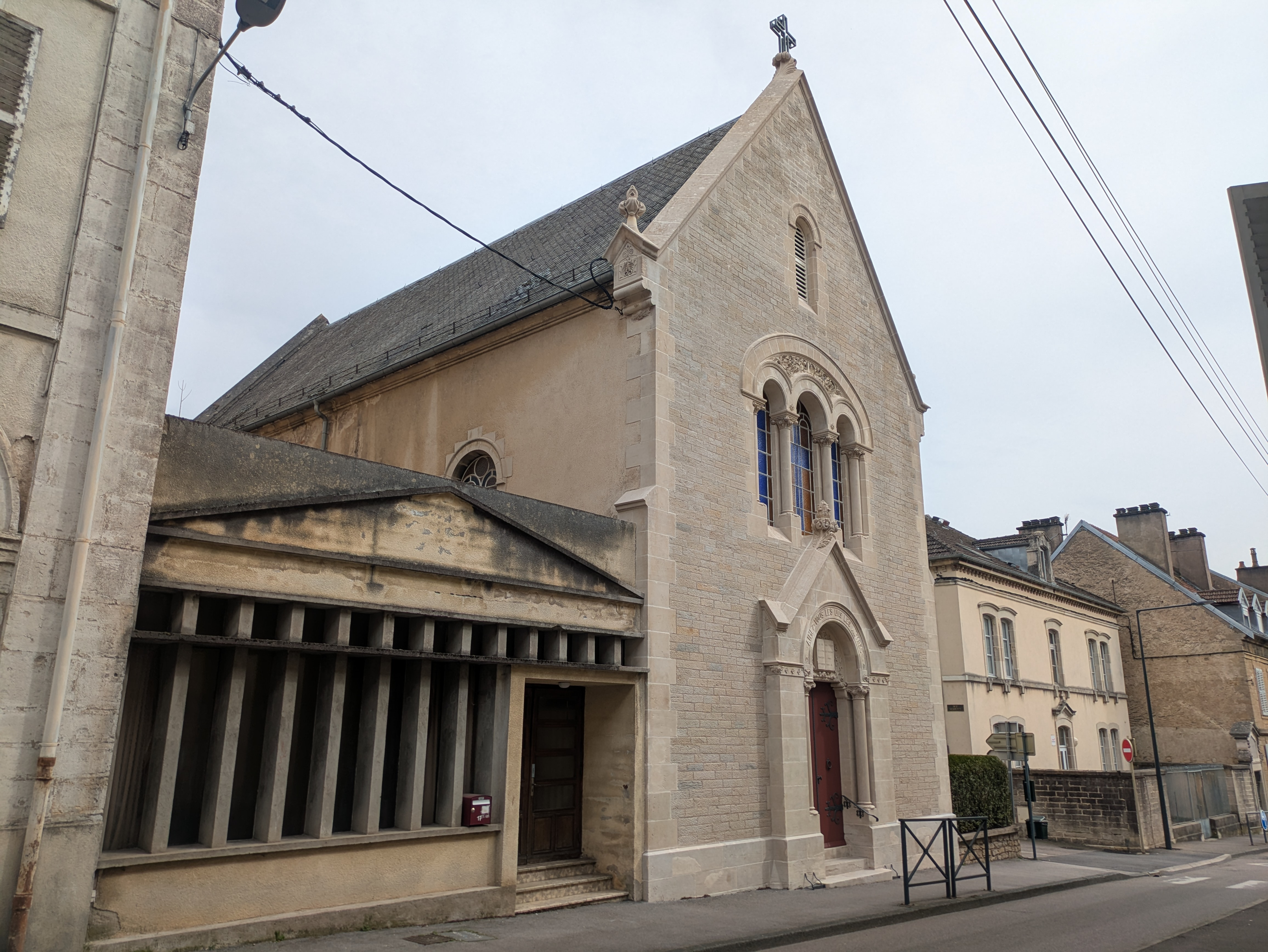
Temple protestant de Vesoul

L'un des principaux édifices chrétiens de la vieille ville est l'église Saint-Georges, église paroissiale de la ville. Construite de 1735 à 1745 par l'architecte Jean-Pierre Galezot, elle porta le titre de Cathédrale Saint-Georges sous l'Église constitutionnelle. Elle est classée monument historique depuis 1993. Des rénovations ont été réalisées en 2007-2008.
Au sud de la ville, dans le quartier du Boulevard, se trouve l'église du Sacré-Cœur, de style néo-byzantin. Construite dès 1913 selon les plans de l'architecte Eugène Guillemot, l'église est bénie le 21 juin 1914. L'édifice est classé « Patrimoine du XXe siècle » depuis le 10 octobre 2014.
Construite dans la deuxième moitié du XXème siècle, l'église Saint-Joseph des Rêpes est une 
église de style moderne, située 1 rue de la Pépinière, dans le quartier des Rêpes.
La chapelle Notre-Dame-de-la-Motte est située au sommet de la colline de la Motte. Inaugurée en 1857, elle se trouve à l'emplacement même de l'ancien château Castrum Vesulium. Le sanctuaire et le sentier qui permet d'y accéder est un lieu de pèlerinage.
L'ancien couvent des Dames-de-Saint-Maur, construit de 1853 à 1858, était jadis une école réservée aux filles. Le bâtiment est notamment composé d'une chapelle munie d'un vitrail
Le temple protestant a été inauguré en 1866, d'après l'architecte Charles Dodelier. L'édifice est inscrit au titre des monuments historiques français le 5 août 2020.
L'église évangélique protestante est une église du Centre Évangélique de Vesoul. Elle existe depuis 1977 et fut créée par le Pasteur Christian Ardoin. Depuis cette époque, l'église est un lieu d'accueil et de partage.

### Mobiliers et objets liturgiques

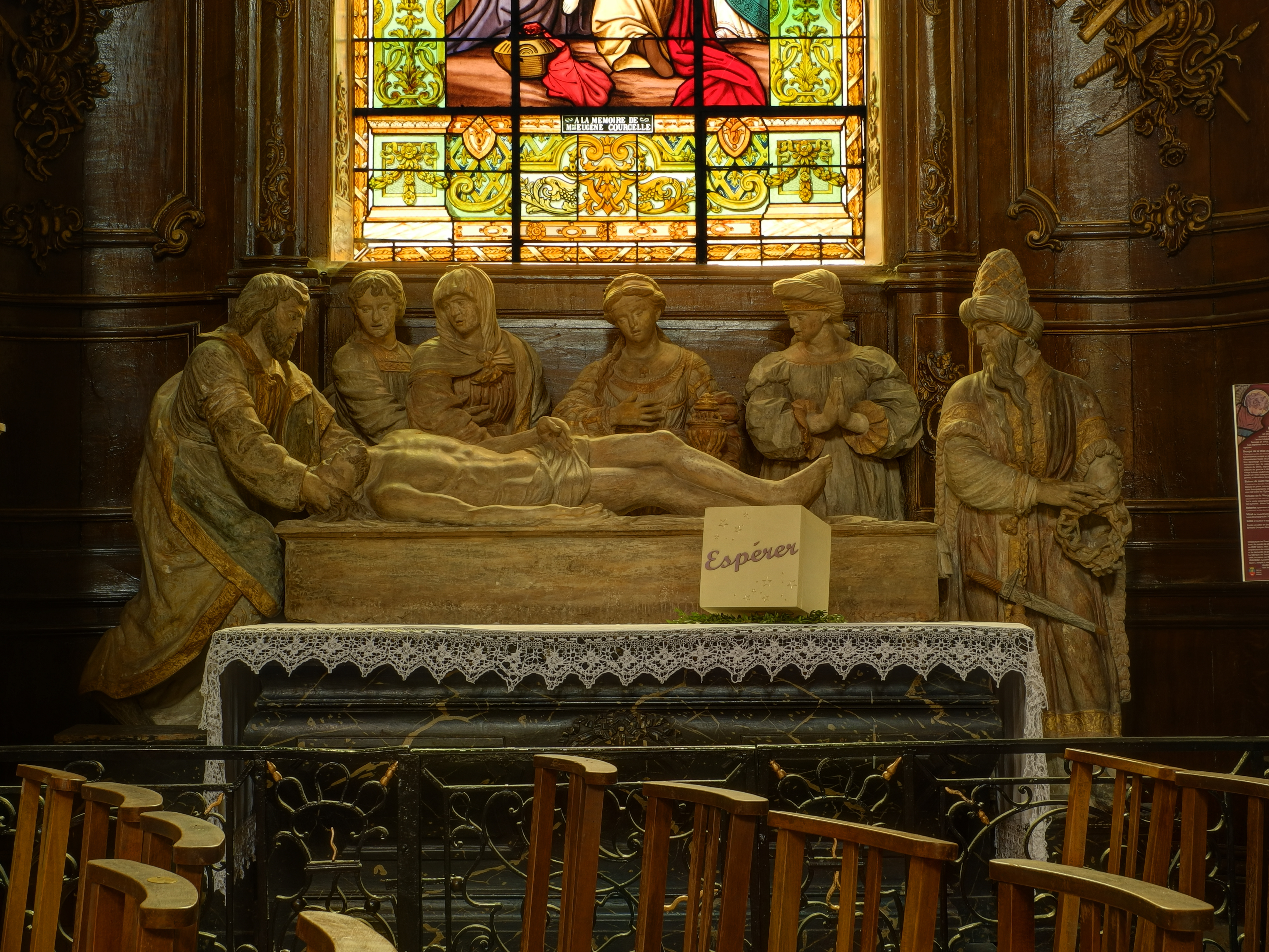
Le groupe sculpté Mise au tombeau, situé au sein de l'église Saint-Georges.

Certains bâtiments[Lesquels ?] de la ville abritent du mobilier religieux classé[réf. nécessaire]. L'église Saint-Georges compte notamment une quarantaine d’œuvres dont un nombre important de peintures et sculptures religieuses, en plus d'un orgue du XVIIIè siècle. On y trouve notamment Saint Georges terrassant le dragon, peinture à l'huile classée en 1979 d'Olivier Pichat donné à l'église en 1851 à la suite d'une demande de l'État en 1850. L'édifice abrite aussi une peinture de Joseph-Urbain Mélin datant de 1843, une toile de Jean-Baptiste Attiret ainsi que plusieurs autres toiles anciennes (Ecce Homo, La Vierge du Rosaire, Sainte Madeleine pénitente).

### Cimetières et monuments urbains
- Ancien cimetière de Vesoul

## Personnalités chrétiennes de Vesoul

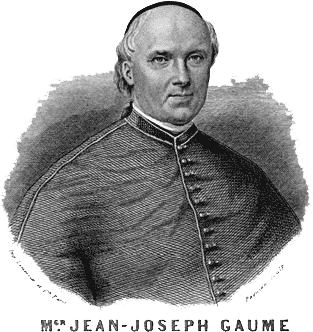
L'ancien vicaire de Vesoul, Jean-Joseph Gaume

- Jean-Baptiste Miroudot du Bourg (1721-1798), évêque né à Vesoul
- Jean Orchampt (1923-2021), évêque catholique né à Vesoul
- Philippe Ballot (1956), évêque catholique né à Vesoul
- Paul-Félix Beuvain de Beauséjour, évêque
- Jacques Gagey, prêtre
- Adolphe Turlin (1844-1910), prêtre-missionnaire étudia à Vesoul
- Émile-Charles-Raymond Pirolley (1898-1971), vicaire à Vesoul
- Jean-Joseph Gaume (1802-1879), vicaire à Vesoul
- Maurice-Louis Dubourg (1878-1954), vicaire à Vesoul
- Jean-Baptiste Flavigny (1732-1813), évêque de Vesoul

## Rituels et traditions locales
Durant l'inauguration de la chapelle Notre-Dame-de-la-Motte, le 9 août 1857, le jour de la grande procession de Vesoul, des promesses de rite et de croyance ont été apportées. Ces promesses ont été annoncées car il semblait aux religions très important de rendre hommage à la Vierge Marie pour les avoir épargnés du choléra. L'Assomption tombait six jours après l'inauguration. Le 15 août 1857, une procession eut lieu à la Motte. Cette procession devait être obligatoirement réalisée pour les religieux mais même pour les habitants de Vesoul. Les promesses tenues lors de la grande procession de Vesoul disent que chaque Vésulien doint aller au moins une fois dans l'année le dimanche le plus rapproché du 30 juillet, ou bien le jour de l'Assomption, à la chapelle de la Motte pour rendre hommage à Marie. Aujourd'hui, cette tradition est toujours respectée par les Vésuliens, qui ont à cœur ce jour de l'Assomption.